# Freudenštejn
Freudenštejn (též Friedenstein, Starý Fürstenwald, Pustý hrádek či Karlovický hrádek) byl slezský hrad, ležící v katastru města Vrbno pod Pradědem, zhruba 2 km jihozápadně od Karlovic. Dnes je z tohoto hradu zřícenina. Od roku 1958 je chráněna jako kulturní památka ČR.

## Historie
Hrad založil český král nebo moravský markrabě, blízko hranice s tehdejším Slezskem, které v tu dobu bylo součástí Polska. Šlo o skromnou stavbu. Je možné, že hrad sloužil k ochraně rudného dolování v okolí.
Prvořadým úkolem bylo ovládat pohraničí a chránit královský Bruntál před náporem z Polska a případně usnadňovat pronikání do liduprázdných, ale na rudy bohatých hor. Jeho funkcí pravděpodobně byla ochrana cesty z Moravy přes Karlovice a Vrbno pod Pradědem do Polska. Založení hradu bylo snad spojeno s vysazením města Bruntálu a později byl tento hrad zničen Mongoly při tažení roku 1253. Hrad mohl vzniknout i v pozdější době, uvažuje se, že zakladatelem mohl být z příkazu krále bruntálský fojt Bertold, který založil nedalekou Světlou (dnes Světlá Hora) v roce 1267. Správou krajiny však byl pověřen i nemanželský syn krále Přemysla Otakara II. Mikuláš I. Opavský Historikové kladou stavbu hradu do první etapy opevňování zemských stezek na Jesenicku. Hrad zřejmě zanikl pokojnou cestou, prostým opuštěním
Asi sedmdesátileté trvání hradu potvrzují i archeologické nálezy. Jsou četné, ale nebyl nalezen žádný, který by blíže určoval dobu vzniku hradu, obecně lze jen uzavřít, že nálezy odpovídají době existence hradu, tj. od poloviny 13. do závěru první třetiny 14. století. Nejvíce jich je z let 1250 až 1300, pak už jen nepatrně. Byly zde nalezeny keramické střepy místní provenience, hroty střel luku a kuše včetně šipek do loveckých zbraní a hrot na ratiště oštěpu. Dále spony, podkovy, udidla, nože, válečná sekera, kostěný hřeben a nejrůznější drobnosti. Starší autoři tvrdí, že nalezli spálenou vrstvu s uhlíky a střepy ze druhé poloviny 13. století, což do jisté míry vyvrací lidovou legendu o zničení Mongoly, avšak mohlo jít o rusko-polsko-litevská vojska bojující roku 1253 proti českému státu.
Jediná písemná zmínka pochází až z roku 1579, kdy se jako pustý objevuje na mapě bruntálského panství. Zde se objevuje i název hradu, ten by napovídal, že je odvozen od německého slova friede (ochrana, mír) a ne od německého slova freude (veselost, radost). Opevnění a vybavení hradu se ukázalo jako nevyhovující a hrad byl nahrazen novým hradem Fürstenwalde u Vrbna.

## Popis hradu

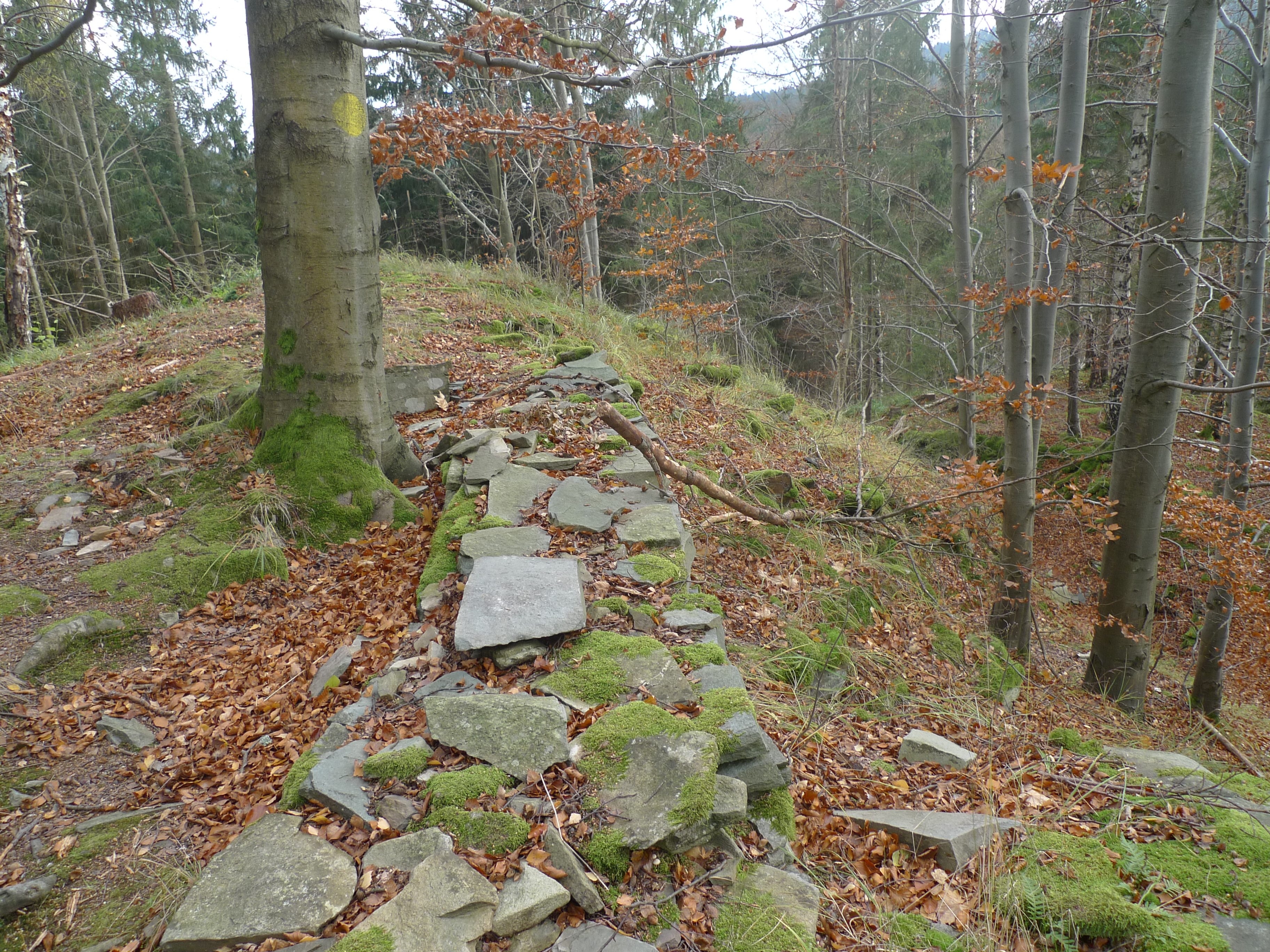

Hrad byl vystavěn na úzkém konci skalnatého hřebene spadajícího prudce do údolí Zámeckého a Uhlířského potoka. Hrad je přístupný podobně jako kdysi cestou od západu. Do hradu se vstupovalo snad věžovitou bránou, která byla chráněna zřejmě věží. Cesta pokračovala dále příkopem a do vlastního jádra hradu se vcházelo jen pěšky, po schodech a brankou na dvůr, kde stál nevelký asi patrový palác.
Obvodové zdi paláce byly tlusté asi 2 metry, v suterénu paláce je příčka o tloušťce asi 1,2 metru. Velikost paláce byla asi 15 × 12 metrů. Hrad byl ze tří stran obehnán příkopem, zpevněným obezděním na sucho kladenými kameny a valem. V současnosti se na hradě nacházejí i na sucho zděné objekty z 20. století, které s původním hradem nijak nesouvisí. Další novodobý objekt se nachází v hradním příkopu.
Vlastní jádro hradu bylo chráněno hradbou, která byla dosti silná, novodobě je doskládaná kameny nasucho v neodpovídající tloušťce původní zdi. Původní zdivo je z pečlivě na sebe poskládaných kamenů a jen s málem malty. V příkopě se nalézá prohlubeň po cisterně či studni. Stáli zde zřejmě asi jen dřevěné provozní budovy. Jižní konec hradu střežila zřejmě pevnůstka střežící příchozí cestu, která vede podél Uhlířského potoka. Nedaleko hradu se v údolí Zámeckého potoka nacházejí zbytky zdiva po stavbách nejasného, ale zřejmě značného stáří. Dále po proudu v jejich sousedství lze spatři zbytky po těžbě drahých kovů – sejpy. Tato skutečnost by mohla souviset s obydlím zlatokopů.

## Přístup k hradu
K hradu vede značená  turistická trasa od silnice II/452.